# 清河乡 (怀宁县)
清河乡，是中华人民共和国安徽省安庆市怀宁县下辖的一个乡镇级行政单位。

## 行政区划
清河乡下辖以下地区：
清河社区、泉月村、龙池村、金桥村、太平村、峡石村、金山村、温桥村和龙泉村。